# Nyssodrysternum basale
Nyssodrysternum basale är en skalbaggsart som först beskrevs av Julius Melzer 1935.  Nyssodrysternum basale ingår i släktet Nyssodrysternum och familjen långhorningar.
Artens utbredningsområde är Paraguay. Inga underarter finns listade i Catalogue of Life.